# Le Vingtième Siècle
Le Vingtième Siècle, Le vingtième siècle eller Le XXème siècle (Det 20. århundrede) var en belgisk, fransksproget avis, der blev udgivet fra 1895 til 1940. Dens livsholdning var katolsk og nationalistisk, og den bragte nyheder og religiøse artikler m.m.
I dag huskes Le XXème siècle bedst for børnetillægget Le Petit Vingtième, som den daværende chefredaktør, Norbert Wallez, tog initiativ til. Tillægget var redigeret af Hergé, og her begyndte hans verdenskendte tegneserie Tintin den 10. januar 1929.
Avisen blev nedlagt den 8. maj 1940 på grund af 2. verdenskrig.
| Anime eller manga | Spire Denne artikel om medie og kommunikation er en spire som bør udbygges. Du er velkommen til at hjælpe Wikipedia ved at udvide den. |

1. ↑  Navnet er anført på fransk og stammer fra Wikidata hvor navnet endnu ikke findes på dansk.